# Christy Hui
Christy Hui é uma escritora, diretora e produtora chinesa mais famosa por ser a criadora dos desenhos animados Duelo Xiaolin e seu spin-off Crônicas Xiaolin. Ajudou a lançar o canal de televisão pan-asiático AXN.

## Vida e carreira
Nascida e criada na China, cresceu assistindo desenhos ocidentais e japoneses. Diz ter sido inspirada pelo desenho Popeye. "Ele me fez querer comer espinafre" diz ela. Em entrevista em 2004, disse que adora Os Simpsons e Bob Esponja.
Hui se mudou para os EUA na década de 1980. Viajou o mundo a serviço de empresas como Sony Pictures e DIRECTV, antes de fundar, em 2000, a casa de animação ActionFliks, baseada em Los Angeles, onde foi CEO. Sua experiência internacional a influenciou na criação do desenho Duelo Xiaolin, que mistura temáticas ocidentais e orientais. O desenho, lançado em 2003, foi sucesso de audiência, ficando entre os 10 desenhos mais assistidos em diversos segmentos, e ganhou um Prêmio Emmy em 2005.
Após o encerramento de Duelo Xiaolin em 2006, motivada pelas fãs meninas do desenho que queriam ver mais personagens femininas como Kimiko, personagem de Duelo Xiaolin, Hui criou a série multimídia The Hulala Girls, que estrela "princesas de ilhas e melhores amigas surfistas com super-poderes tropicais". A série abordava questões ambientais, e com o objetivo de incentivas e aproveitar a interação das crianças e adolescentes na internet, foi lançado um site onde os fãs poderiam interagir entre si, e parte dos lucros seria destinado a projetos de preservação ambiental. Havia também o plano de lançar uma série de livros. O site ainda existe e os fãs ainda podem comprar mercadorias na seção de Hui no site RedBubble, mas o projeto não decolou de forma geral.
Em 2013, criou a série Xiaolin Chronicles, que se passa no mesmo universo de Duelo Xiaolin. Sobre a série, feita pela Disney XD em parceria com a Genao Productions e a ActionFliks, Hui afirma que ela aprofunda na mitologia dos dragões Xiaolin, pouco explorada na série original. Foi lançada no Brasil em julho de 2014, pelo Cartoon Network. Em julho de 2015, a série estreou na Netflix.